# Asesor fiscal
El Asesor Fiscal (asesor de impuestos, asesor tributario, gestor fiscal o gestor de impuestos, etc.) es el profesional que gestiona el cumplimiento de las obligaciones tributarias ante la administración tributaria ya sea para personas físicas o para personas jurídicas. Para ello es previamente necesario la elaboración de las cuentas de la empresa y en el caso de personas físicas los ingresos y gastos deducibles en la declaración.
Una vez elaboradas las cuentas de la empresa o las de la persona física, el asesor deberá buscar el mayor ahorro fiscal y avisar de las posibles decisiones a tomar para conseguir el máximo ahorro como por ejemplo un plan de pensiones o una cuenta vivienda, asesorándole según sus circunstancias personales de la empresa o el particular y adaptándolas a la última normativa vigente.

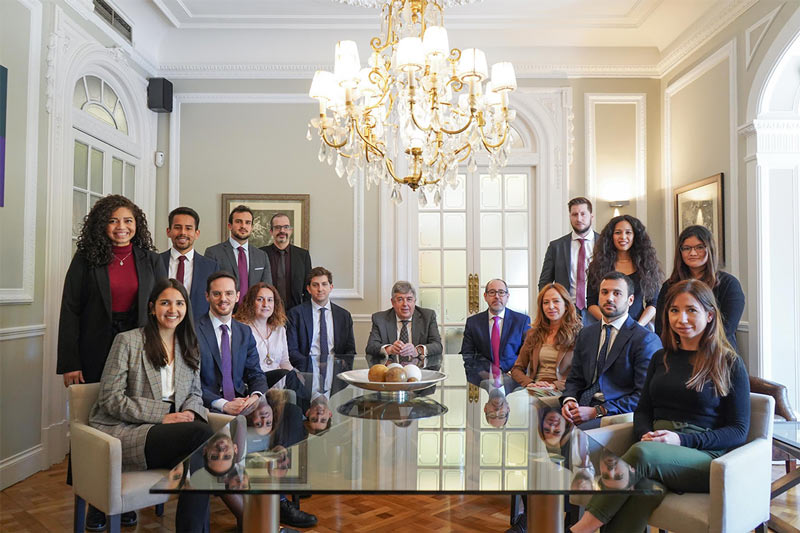
Asesores fiscales

## Conocimientos que debe tener un asesor fiscal
Es importante que este tipo de profesionales cuenten con conocimientos amplios en contabilidad y en materia de impuestos, pues es importante que sepa identificar todas las deducciones y bonificaciones que existen en la normativa tributaria con el fin de reducir la carga tributaria de sus clientes así como llevar correctamente la contabilidad.
Actualmente en países como España no se pide ningún tipo de formación para realizar esta profesión aunque es aconsejable que el asesor fiscal sea una persona que tenga una formación relacionada con la contabilidad y las leyes, por ese motivo hay que contrastar qué profesionales son los más propicios para llevar a cabo las funciones de un asesor fiscal.

## Funciones habituales de un asesor fiscal
- Advertencia de las oportunidades y opciones para ahorrar impuestos
- Liquidación trimestral del IVA, IGIC e IRPF
- Declaración del Impuestos de Sociedades
- Declaración del Impuesto de la Renta de las Personas Físicas (IRPF)
- Estudiar la contabilidad y el Resultado contable para estudiar el factor oportunidad en la Ley al objeto de efectuar para su cliente un estudio pormenorizado de la empresa además de la aplicación de la normativa e vigor al efecto de obtener para su cliente el menor impacto tributario.

## Funciones habituales de un gestor contable
- Gestión contable cumpliendo con el último Plan General Contable
- Presentación y depósito de Cuentas Anuales en el Registro Mercantil.
- Certificación de aprobación de Cuentas Anuales.
- Actas de Juntas Generales de socios.
- Legalización de libros contables en el Registro Mercantil.
- Realización de libros registros de facturas emitidas, recibidas, gastos, bienes de inversión.
- Informes de gestión trimestrales sobre el estado de las Cuentas.[1]

## Responsabilidades de un asesor fiscal
Es importante destacar que si bien las consecuencias del incumplimiento de la normativa tributaria recaerian sobre la figura del contribuyente, el asesor fiscal va a tener responsabilidad civil por los daños y perjuicios que le pudieran causar al cliente por un mal servicio.